# Życie Warszawy
«Жиче Варшавы» (пол. «Życie Warszawy», с пол. — «Жизнь Варшавы») — польская ежедневная столичная газета, издававшаяся с 1944 по 2011 год в Варшаве.
Создана по инициативе Польской рабочей партии. В создании газеты принимал также участие
М. Спыхальский, первый послевоенный президент Варшавы. Наряду с газетой «Trybuna Ludu», была одной из самых популярных газет в Польской Народной Республике.
Во время правления коммунистических властей газета была полуофициальным органом польского правительства. В 1978—1988 годах выходила на 12-16 страницах, в 1998 году — на 20.
В 2004 году тираж «Życie Warszawy» составлял 250 000 экземпляров в будние дни и 460 000 экземпляров в выходные.
В разное время издание газеты осуществляли:
- 1944—1947 — Журналистское товарищество,
- 1947—1951 — Издательское товарищество «Czytelnik»,
- 1951—1991 — издательство Prasa-Książka-Ruch.

Во время введения военного положения в Польше с 13 декабря 1981 выход газеты был приостановлен. Издание было возобновлено с 16 января 1982 года.
После 1991 года газета стала предметом закулисных политических торгов. «Жиче Варшавы» перешла в собственность сардинского бизнесмена Николо Граузо, а позже польского бизнесмена Збигнева Якубаса. В августе 2007 года была продан издательской компании Dom Prasowy Sp. z o. o. Presspublice.